# Doortocht van Gent

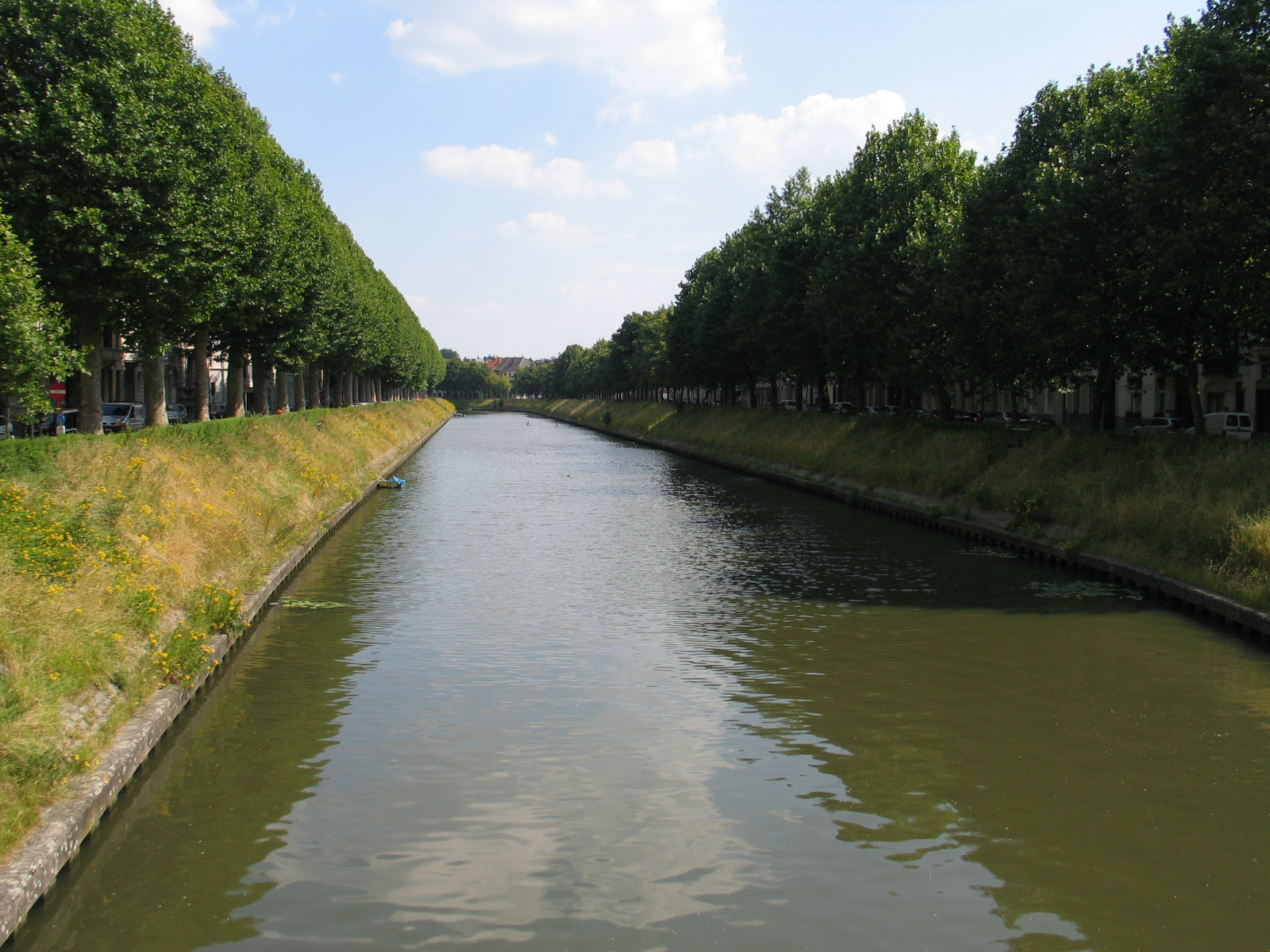
De Coupure

De Doortocht van Gent is een jaarlijks roeievenement door de Gentse rivieren en kanalen. Elk jaar wordt de "Doortocht" op de laatste zaterdag van juni gevaren. De afdeling Toer- en Recreatieroeiers van de Gentse Roei- en Sportvereniging staan sinds 1994 in voor de organisatie. Het parcours van de tocht loopt dwars door de Gentse historische binnenstad. Elke boot krijgt een beschrijving van de bezienswaardigheden. Het aantal Nederlandse, Franse, Engelse en Duitse deelnemers is aanzienlijk.
De roeiers varen onder meer over de Schelde en de Leie en roeien langs de Coupure, de Graslei en het Gravensteen.
Ook de nieuwe jachthaven - site Portus Ganda maakt deel uit van het traject. Er liggen ook drie  sluizen in het parcours.